# Schloss Lichtenberg (Österreich)

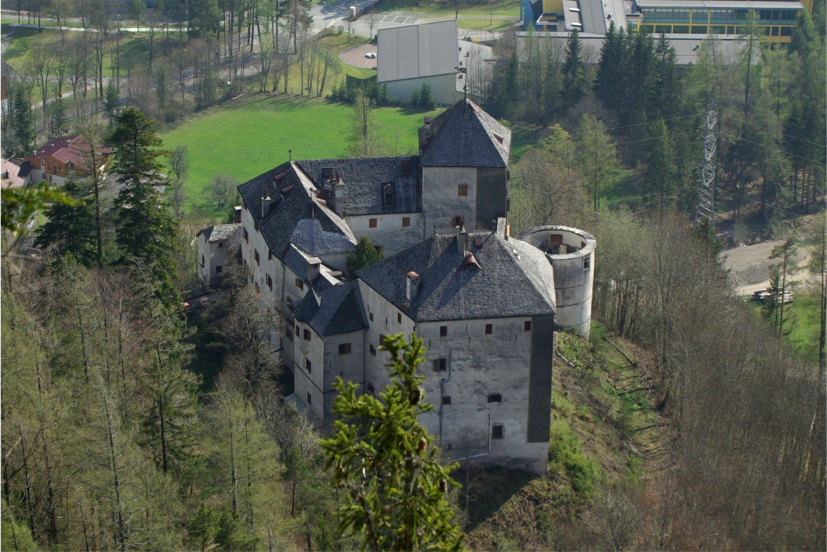
Schloss Lichtenberg

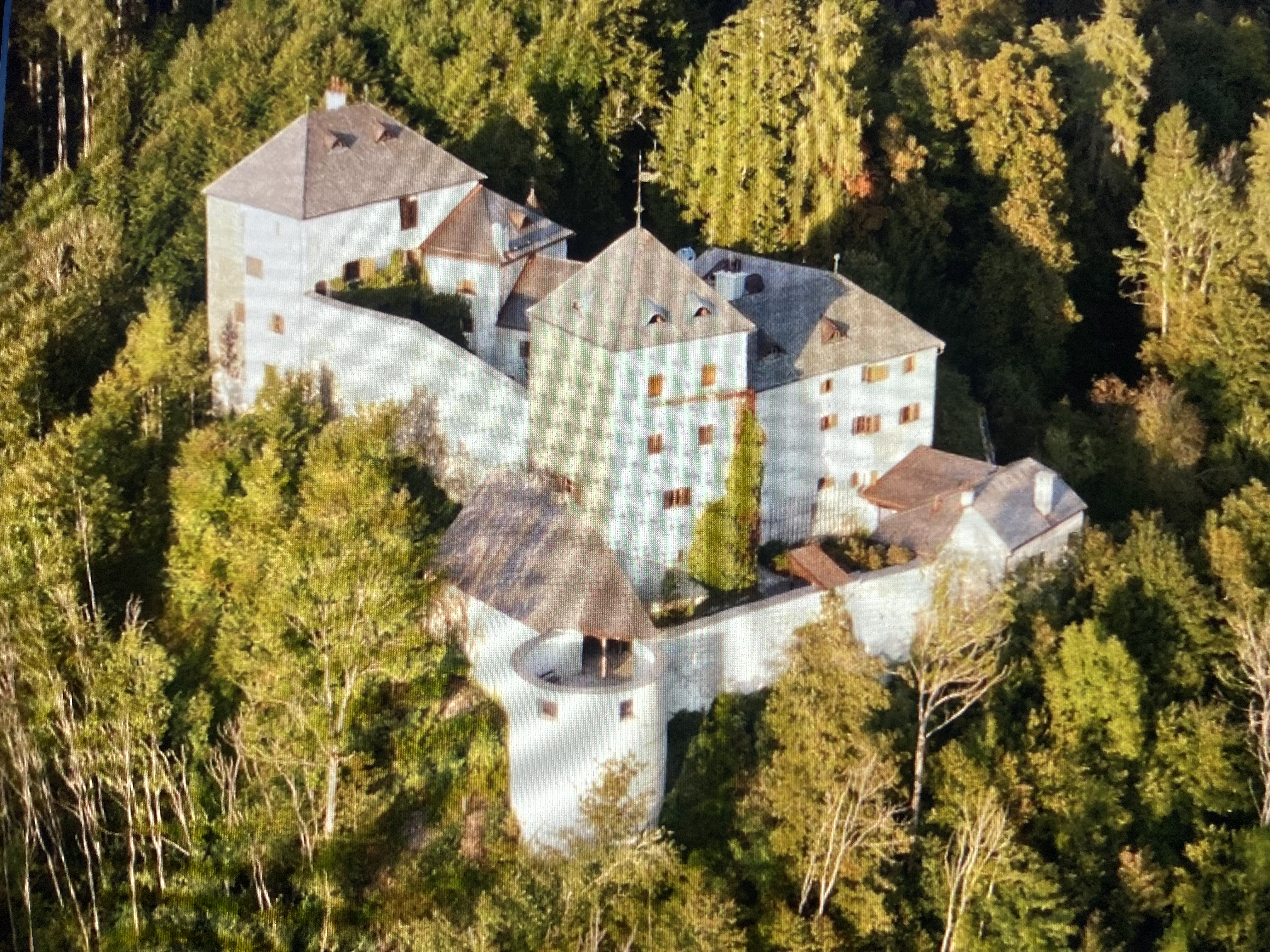
Luftbild

Schloss Lichtenberg, auch Burg Lichtenberg, ein ehemaliges Pfleggericht, ist ein Schloss in Saalfelden, einer Stadtgemeinde im österreichischen Salzburger Land.
Die genaue Zeit der Entstehung der Burg Lichtenberg ist unbekannt, urkundlich ist sie 1281 erstmals erwähnt. Damals muss die Burg, welche auf einem Felsenvorsprung des Steinernen Meers rund 60 Meter über Saalfelden thront, aber bereits bestanden haben, denn es ist überliefert, dass es Erzbischof Friedrich II. von Walchen nach einem Streit mit dem Geschlecht der Kalhamer gelungen war, die Burg Lichtenberg seinen Brüdern Alberto und Otto von Walchen zu übergeben.
Bereits sechs Jahre später beanspruchte jedoch Erzbischof Rudolf diese Burg wieder als erzbischöfliches Lehen. Nach 1290, nachdem Gebhard von Felben seine Besatzung von Lichtenberg abzog, wurde die Burg mit einem erzbischöflichen Pfleger besetzt.
Aus dieser Zeit und danach ist aber in verschiedenen Dokumenten überliefert, dass es Auffassungsunterschiede zwischen dem Bischof Konrad vom Chiemsee und dem Erzbischof von Salzburg bezüglich des Rechtsanspruches auf Lichtenberg gab. Daraus schließen Historiker, dass die Burg schon vor 1228, jedenfalls aber unter den Grafen von Plain, also vor 1249 entstanden ist.
Von Lichtenberg aus wurde sodann das Pfleggericht Saalfelden-Lichtenberg durch einen erzbischöflichen Beamten verwaltet. Pfleger gehörten durchwegs dem salzburgischen Adel an, wie den Thurn, Hunt oder Ramseider.
1526 wurde die Burg im Bauernaufstand zerstört, musste aber dann von der Gerichtsgemeinde Saalfelden wieder aufgebaut werden. Im Zuge dessen erhielt sie auch den mächtigen Rundturm im Südwesten und entstand bis 1580 fast völlig neu.
In den weiteren Jahren, ja eigentlich Jahrhunderten kam die Burg ziemlich herunter. 1699 wollte sich der Erzbischof aus der Verantwortung zur Erhaltung stehlen und teilte die Burg einfach der für das Kriegswesen zuständigen Landschaft zu. Diese erhob (aber erst 1747) am Landtag dagegen Einspruch.

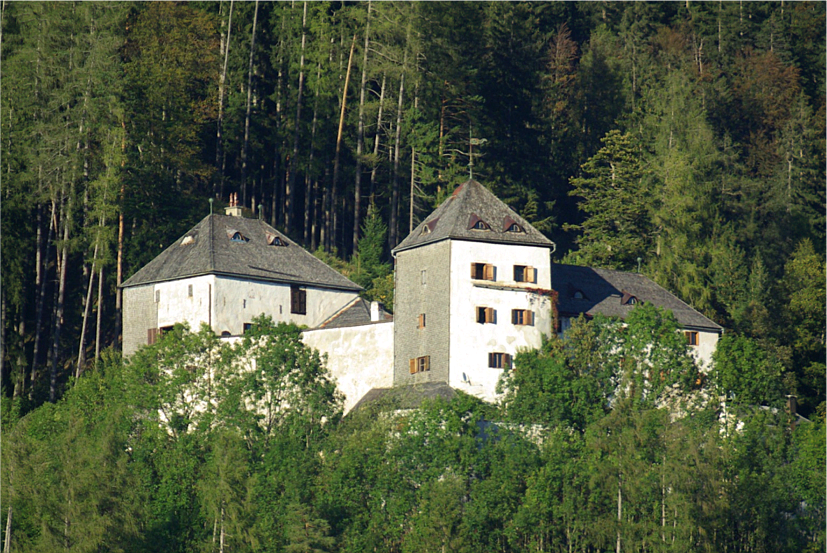
Schloss Lichtenberg

Anfang des 18. Jahrhunderts verlegten die Pfleger ihren Sitz ins Tal und die Burg diente nur mehr einem Jäger als Wohnung. Erst 1791 erging der Befehl, mit der Sanierung des Gebäudes unverzüglich zu beginnen. Ein Detail am Rande: Es war schwierig, Arbeiter zu bekommen, die schwindelfrei waren und die Dächer decken konnten.
Es wurde nicht viel saniert und so wurde die Burg Lichtenberg am 13. Oktober 1870 versteigert. Der Ausrufungspreis betrug 3106 Gulden, das entspricht einem heutigen Wert von rund 22.500 Euro. Den Zuschlag erhielt für 8340 Gulden Dr. Adolf Ritter Weiß von Teßbach. Damit konnte die Burg Lichtenberg endgültig vom Verfall gerettet werden. Unter der Adelsfamilie derer Weiß von Teßbach bekam Schloss Lichtenberg sein heutiges Aussehen. Noch heute ist die Familie im Besitz des gesamten Areals, Besichtigungsmöglichkeiten oder öffentlicher Zugang sind nicht gegeben.